# NGC 7436B
NGC 7436B (другое обозначение — VV 84) — галактика в созвездии Пегас.
Этот объект не входит в число перечисленных в оригинальной редакции «Нового общего каталога» и был добавлен позднее.